# The Collection (álbum de Ugly Kid Joe)
The Collection é uma compilação da banda Ugly Kid Joe, lançada a 14 de Maio de 2002.

## Faixas
1. "Everything About You" - 4:14
2. "Cat's in the Cradle" - 4:45
3. "Neighbour" - 4:25
4. "So Damn Cool"	- 4:03
5. "Busy Bee" - 4:09
6. "Milkman's Son" - 3:51
7. "Candle Song" - 2:54
8. "Cloudy Skies"	- 4:25
9. "VIP" - 3:46
10. "Oompa" - 2:04
11. "Goddam Devil"	- 4:48
12. "Madman" - 3:37
13. "Panhandlin' Prince" - 5:40
14. "Funky Fresh Country Club" - 5:18
15. "Same Side" - 4:30
16. "Don't Go" - 4:30
17. "C.U.S.T." - 2:59
18. "Slower Than Nowhere" - 5:33